# 福平國家公園

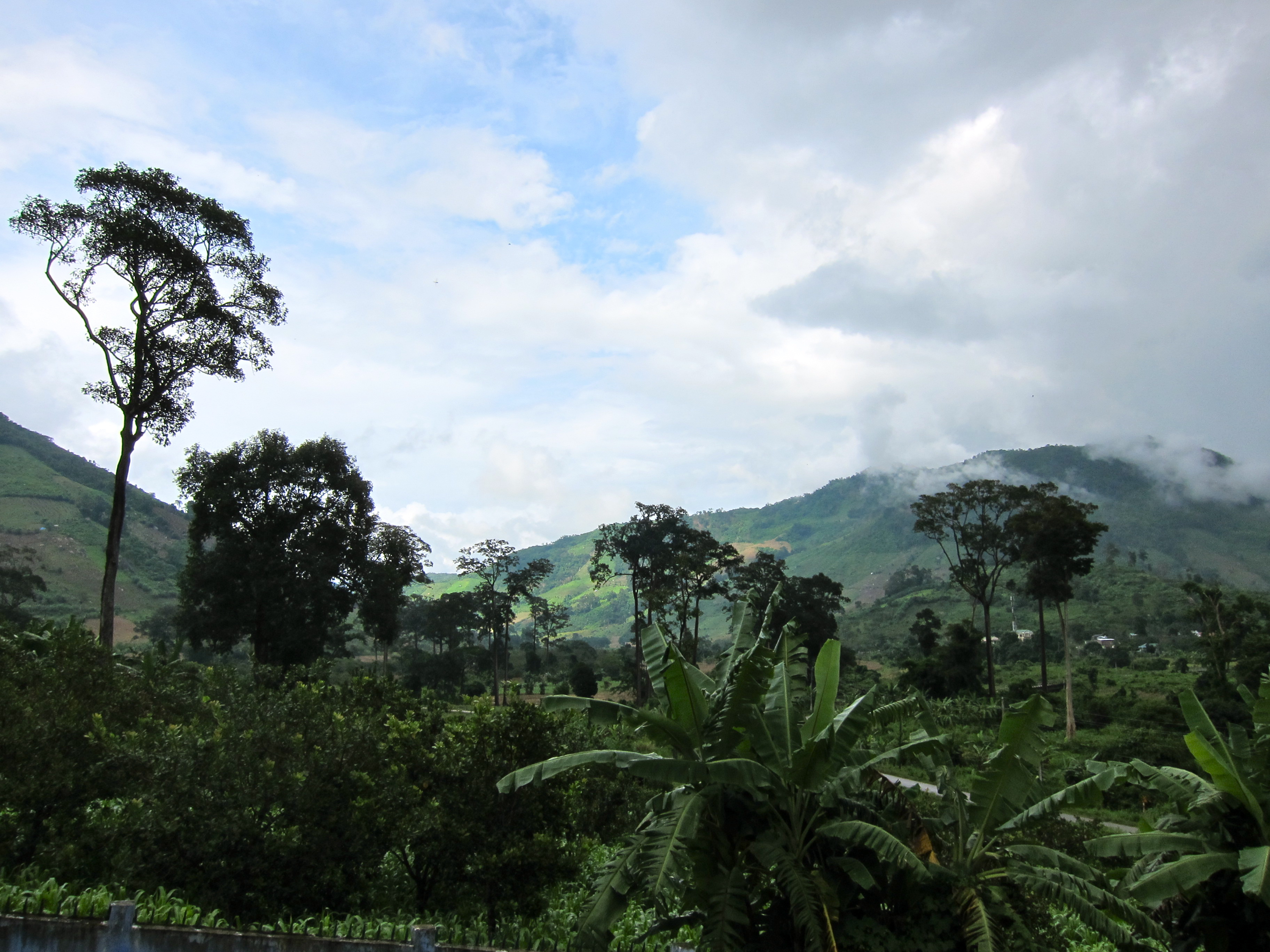

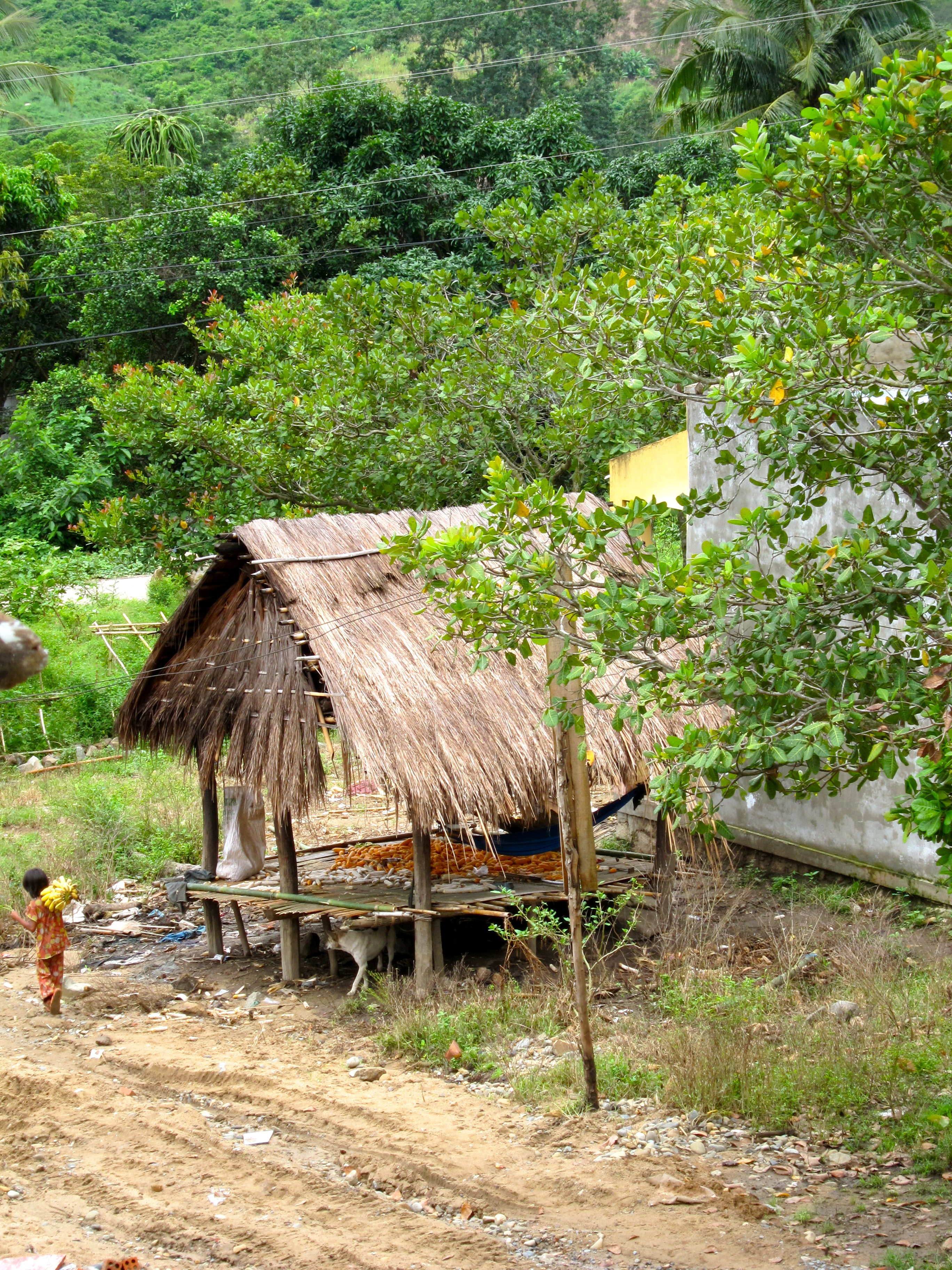

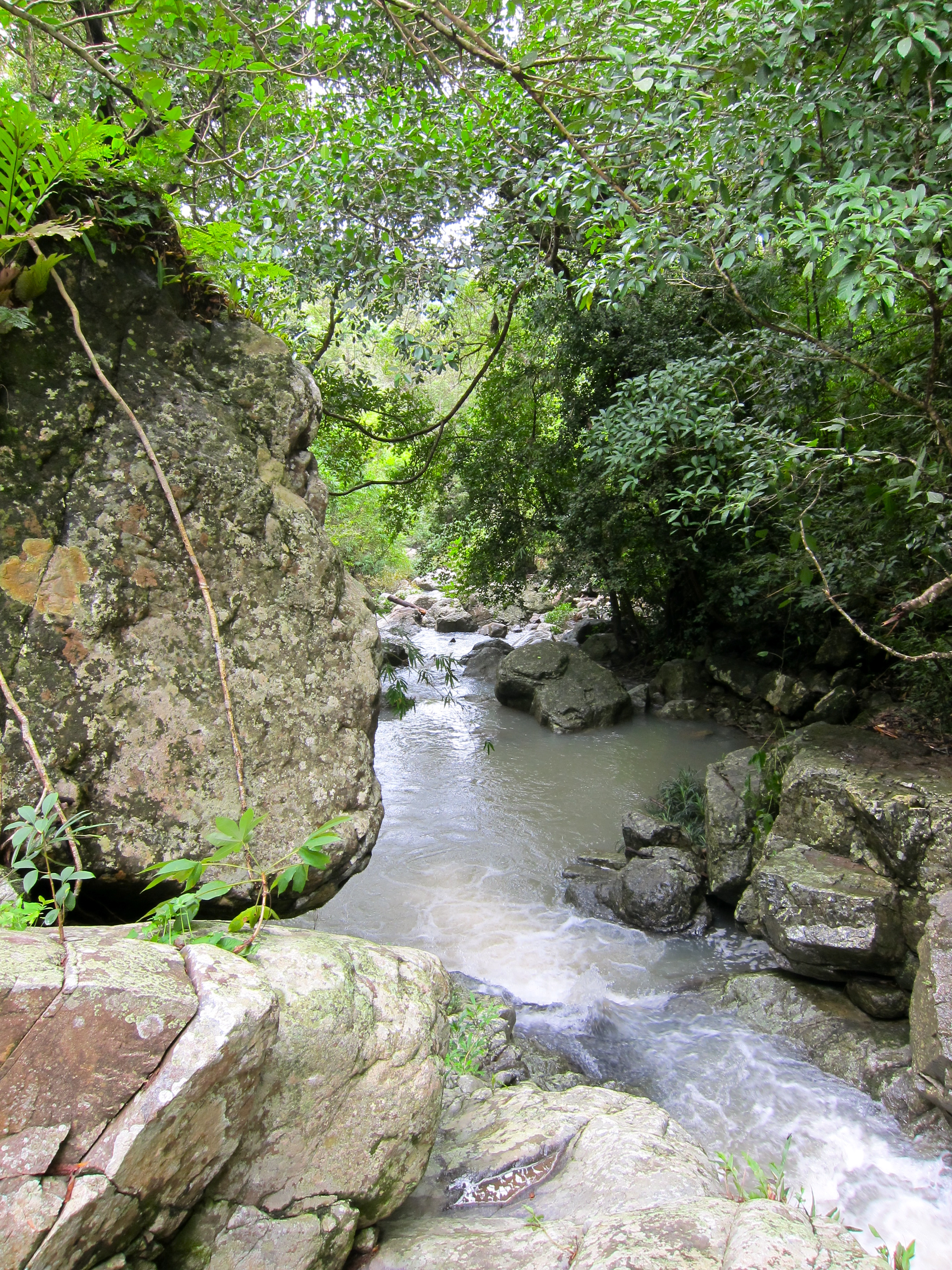

12°04′16″N 108°45′02″E / 12.07111°N 108.75056°E
福平國家公園是越南的國家公園，位於該國南部，處於庆和省，成立於2006年，面積198平方公里，有410種鳥類、122種哺乳類等野生動物棲息。